# Marin Jurina
Marin Jurina (Livno, 1993. november 26. –) boszniai labdarúgó, az MTK játékosa.

## Pályafutása
Jurina a boszniai HNK Sloga Uskoplje csapatánál kezdte el labdarúgó-pályafutását. A 2014–15-ös szezonban a luxemburgi élvonalban huszonnégy mérkőzésen hét gólt szerzett az FC Etzella Ettelbruck csapatában. 2016 és 2017 között a szlovén élvonalbeli FC Koper labdarúgója volt. 2018 és 2019 között a boszniai élvonalban harmincnégy mérkőzésen lépett pályára az NK Čelik Zenicaban.
2020 januárjában a Mezőkövesd szerződtette őt a macedón KF Shkupi csapatától. A magyar élvonalban 2022-ig 81 bajnoki mérkőzésen 21 gólt szerzett és hét gólpasszt adott. A magyar kupában ezüstérmet szerzett.
2022 augusztusában Szaúd-Arábiába, a másodosztályú  Al-Fajszalihoz szerződött.
2023 júniusban visszatért Magyarországra, a DVTK játékosa lett.
2024. január 12-én az MTK Budapesthez szerződött.

## Sikerei, díjai

### Klubcsapattal
Mezőkövesd Zsóry
- Magyar Kupa ezüstérmes: 2020